# Peter Higgins
Peter Higgins   (Stockton-on-Tees, 16 de novembre de 1928 - 8 de setembre de 1993) fou un atleta anglès, especialista en els 400 metres, que va competir durant les dècades de 1950 i 1960.
El 1956 va prendre part en els Jocs Olímpics de Melbourne, on disputà dues proves del programa d'atletisme. Formant equip amb Derek Johnson, John Salisbury i Michael Wheeler, guanyà la medalla de bronze en els 4x400 metres, mentre en els 400 metres quedà eliminat en semifinals.
Als Jocs de l'Imperi Britànic i de la Comunitat de 1954 va guanyar una medalla d'or en les 4x400 iardes. En el seu palmarès també destaca un campionat nacional en les 440 iardes el 1957. Millorà en dues ocasions el rècord nacional dels 4x400 metres.

## Millors marques
- 400 metres llisos. 47.1" (1956)[1]